# Montour Railroad
 (janvier 2022).
Si vous disposez d'ouvrages ou d'articles de référence ou si vous connaissez des sites web de qualité traitant du thème abordé ici, merci de compléter l'article en donnant les références utiles à sa vérifiabilité et en les liant à la section « Notes et références ».
Le Montour Railroad (sigle de l'AAR : MTR) fut créé en 1877 par l'Imperial Coal Company. Le premier tronçon reliait Imperial à Montour Junction, où il se connectait avec le Pittsburgh and Lake Erie Railroad (P&LE). 

## Description
Le quartier général ainsi que les ateliers furent localisés à Montour Junction, près de Coraopolis non loin de la rivière Ohio. Le MTR fit partie des chemins de fer américains de classe I.
En 1901, la Pittsburgh Coal Company prit le contrôle du Montour. En 1912, une grande extension du réseau permit d'atteindre de nouvelles mines et des usines. La ville de West Mifflin, Pennsylvanie située sur les rives de la Monongahela fut reliée en 1917.
Dans les années 1930, il desservait 27 mines, transportait 7 tonnes de charbons par an dans les comtés de Washington et d'Allegheny. Il finit par se connecter avec les 5 plus grosses compagnies du sud-ouest de la Pennsylvanie. 
En 1946 il fut vendu au Pennsylvania Railroad (PRR) et au Pittsburgh and Lake Erie Railroad (P&LE), filiale du New York Central Railroad. Mais à partir des années 1950, la production minière commença à décliner. Après une gestion commune, le P&LE fit l'acquisition totale du MTR en 1975. Le réseau fut réduit à 37 km de voie entre la Montour Junction et la Gilmore Junction. La fermeture de la mine de Westland Coal, principale client du MTR, provoqua l'arrêt définitif de ce chemin de fer en 1984. 
Dans les années 1990, de larges portions de droits de passages furent acquises par le Montour Trail Council pour transformer les voies en pistes cyclables. 

## Le service voyageur
Dès les premières années de son existence, le Montour Railroad eut un service voyageur qui desservait 15 gares sur son parcours. Ce service fut stoppé au milieu des années 1920. 